# Cerapachys reticulatus
Cerapachys reticulatus é uma espécie de formiga do gênero Cerapachys.